# Sturmgeschütz-Brigade "Schill"
De Sturmgeschütz-Brigade "Schill" was tijdens de Tweede Wereldoorlog een Duitse Sturmgeschütz-eenheid van de Wehrmacht ter grootte van een afdeling, uitgerust met gemechaniseerd geschut. Deze eenheid was een zogenaamde Heerestruppe, d.w.z. niet direct toegewezen aan een divisie, maar ressorterend onder een hoger commando, zoals een legerkorps of leger.
Deze Sturmgeschütz-eenheid kwam in actie ten zuiden van Berlijn in april 1945.

## Krijgsgeschiedenis

### Sturmgeschütz-Brigade "Schill"
Sturmgeschütz-Brigade "Schill" werd opgericht Burg op 1 april 1945. Drie dagen ervoor was de Sturmartillerie-Schule in Burg gealarmeerd. Delen die konden vechten vormden de brigade, de rest van het personeel ging naar Oostenrijk om daar de trainingsmissie voort te zetten. De brigade werd deel van de "Kampfgruppe Burg", die op 20 april dan weer werd omgedoopt in Infanteriedivisie "Ferdinand von Schill". Vanuit Lehnin werden aanvallen richting Berlijn uitgevoerd. Na het falen hiervan ging het terug naar de Elbe.

### Einde
De Sturmgeschütz-Brigade "Schill" capituleerde op 7 mei 1945 ten noorden van Magdeburg aan Amerikaanse troepen.

## Samenstelling
- Staf
- 1e Batterij
- 2e Batterij
- 3e Batterij

## Commandanten
| Rang | Naam     | Begin | Eind |
| ---- | -------- | ----- | ---- |
|      | onbekend |       |      |